# Ford Focus II
La Ford Focus II (oppure Focus MkII o Mk2) è un'autovettura di segmento C prodotta dalla filiale europea della casa automobilistica statunitense Ford dal 2004 al 2011.
Si tratta della seconda generazione della berlina compatta Ford.

## Descrizione e storia
La seconda serie, nominata in codice C307, fu presentata al Motor Show di Parigi il 25 settembre 2004 e utilizzò la piattaforma Ford C1 condivisa con le Volvo S40, V50, C70, con la Mazda 3 e con la Focus C-MAX. La Focus 2 fu più larga della progenitrice di 13,8 cm, più lunga di 16,8 cm e più alta di 8 mm. Come risultato, gli interni e il volume del bagagliaio aumentarono. Proprio la volumetria interna costituì il pregio maggiore delle Ford Focus di seconda serie. Nuove tecnologie includevano il sistema KeyFree, finestrini termo a riflettenti, luci anteriori adattive, connettività Bluetooth per cellulari e comandi vocali. Altre caratteristiche comprendevano un cambio Durashift a 6 rapporti manuale e un Durashift 4 rapporti automatico. Stilisticamente, rispetto al vecchio modello, la seconda serie presentava un design più pulito e razionale, sia negli interni che negli esterni. I primi seguirono le orme della Mondeo, in quanto possedevano una buona qualità delle plastiche e davano l'impressione di solidità. Nel novembre 2004 iniziarono le vendite della seconda generazione e la variante Station wagon uscì qualche settimana dopo. Questa versione della Ford Focus era riservata al mercato europeo, asiatico, sudafricano e oceanico (e dal 2008 al 2013 anche a quello latinoamericano), ed è stata progettata e realizzata da una delle filiali europee del gruppo Ford, quella tedesca, meglio nota come Ford Werke AG. Nel mercato nordamericano, invece, ha continuato a essere prodotta la prima generazione della Focus. Come la prima serie, anche la seconda fu commercializzata in versione berlina 3 volumi Sedan, nell'Europa dell'Est e nell'America Latina, e tale fatto avverrà per le serie successive.
La motorizzazione della Focus II fu un mix di motori nuovi e vecchi. Tutti i benzina Zetec vennero aggiornati e migliorati, al punto tale che vennero rinominati Duratec Ti-VCT per via dell'introduzione del Twin Independent Variable Camshaft Timing. Inizialmente era previsto che le versioni diesel fossero solo equipaggiate con 2 nuovi propulsori prodotti dal gruppo PSA, di cui il gruppo Ford aveva acquisito i diritti per l'utilizzo tramite una joint venture. Questi 2 propulsori erano un 1560 cm³ in due varianti di potenza, 90 e 110 CV, con e senza filtro antiparticolato FAP, anch'esso di origine PSA, e 1995 cm³ e 136 CV. Tuttavia, visto l'enorme successo della vettura e il prolungarsi dei tempi di attesa, visto che i propulsori diesel continuavano a essere assemblati da PSA nel suo stabilimento di Mulhouse in Alsazia e forniti alle fabbriche che producevano la Focus finiti, Ford Europa decise di riproporre il vecchio 1.8 TDCI già montato sulla serie precedente della Focus. Ad un nuovo crash test Euro NCAP effettuato nel 2004, la seconda versione della Focus riuscì a raggiungere le 5 stelle.
Per il solo mercato italiano la Focus venne commercializzata con un'unica versione di allestimento in versione berlina 5 o 3 porte e familiare.

## Evoluzione

### Focus ST

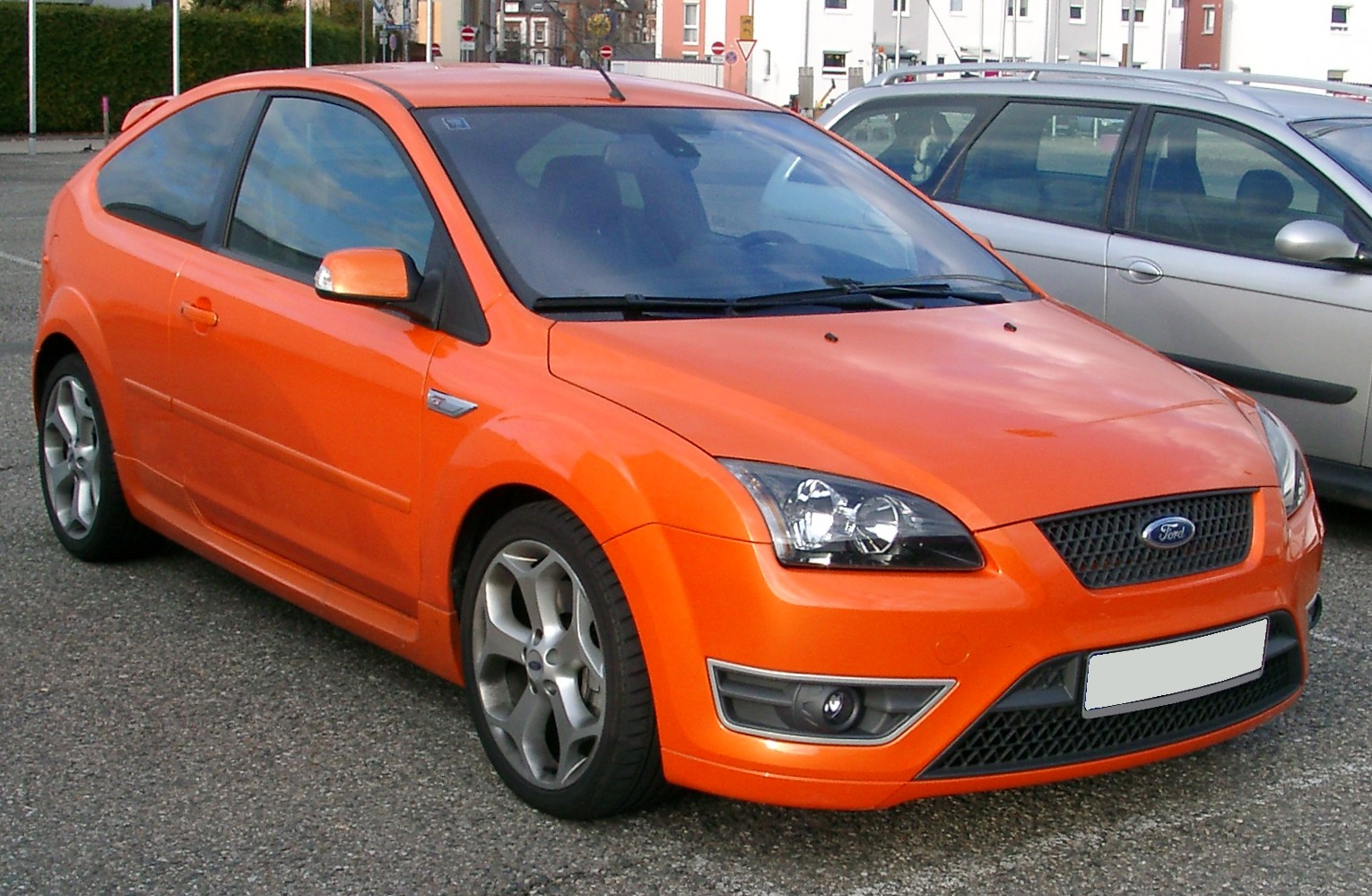
Ford Focus ST

La versione sportiva fu la Focus ST (dove ST sta per Sport Technologies), che fu presentata nel 2005 e motorizzata con lo stesso motore delle Volvo (il Volvo T5 sviluppato e prodotto dalla Ford), ovvero un 2.5 litri turbo 5 cilindri in linea con 225 CV. In Australia e in Nuova Zelanda, la ST veniva indicata come XR5 Turbo, data la notorietà in questi paesi della dicitura XR (che Ford utilizzava per le versioni turbo delle proprie auto negli anni '80 in Europa), ma dopo l'ottobre 2016 (quando la fabbricazione della Falcon finì), la dicitura ST è stata uniformata anche in Oceania.
La Ford Focus ST fu dotata di una vernice speciale metallizzata color "arancione elettrico". La Focus ST fu sottoposta come le altre varianti a inizio 2008 a un aggiornamento estetico e alla fine dell'estate 2010 la produzione è stata interrotta.

### Focus CC

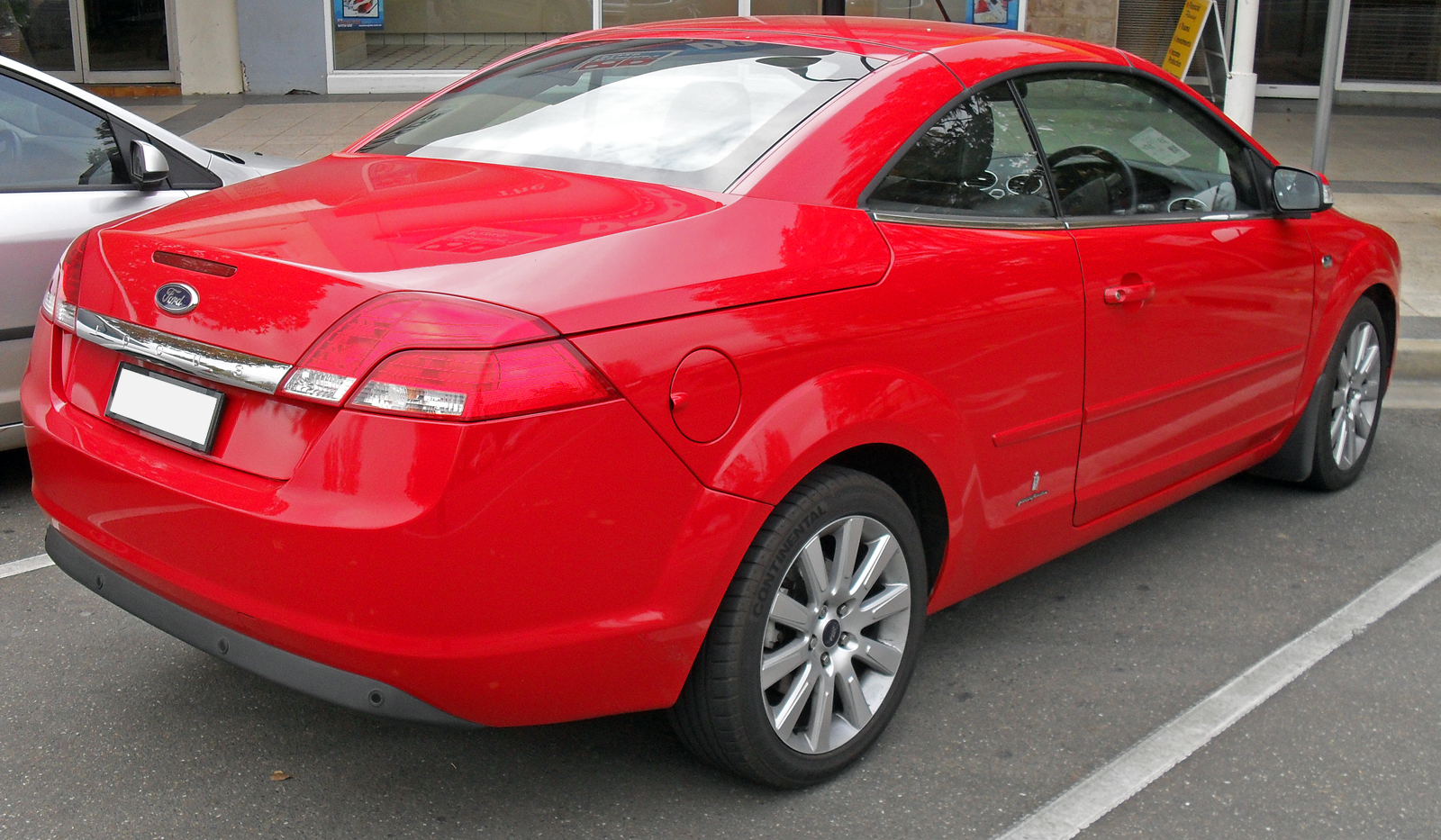
Ford Focus Coupé-Cabriolet del 2008, vista posteriore

La Coupé-Cabriolet venne presentata al Salone di Ginevra nel 2006 e commercializzata nell'ottobre 2006.
Originariamente, il prototipo venne chiamato Vignale dai designer della Pininfarina e venne presentato al salone di Francoforte nel 2005; la Focus CC fu realizzata, progettata e disegnata negli stabilimenti della Pininfarina a Torino. Fu la prima convertibile della Ford in Europa con un tettuccio hardtop.
Ciò che rese particolare quest'auto fu la presenza di un tettuccio rigido retrattile elettricamente e suddiviso in due parti in acciaio, che poteva essere aperto o chiuso in 29 secondi. La cabrio era dotata del motore a benzina 1.6 litri con 74 kW (101 CV), del benzina da 2.0 litri con 107 kW (145 CV) e del motore diesel da 2.0 litri con 100 kW (136 CV).
La Coupé-Cabriolet fu sottoposta a un aggiornamento estetico e tecnico poco dopo gli altri modelli della Focus nel mese di aprile del 2008; il nuovo frontale adottava il Kinetic Design, in particolare però a differenza degli altri modelli Focus, i pannelli laterali e posteriori non furono cambiati. Nel luglio 2010 fu cessata la produzione della Focus CC, che non ottenne un buon successo commerciale.

### Restyling 2007 (LT)

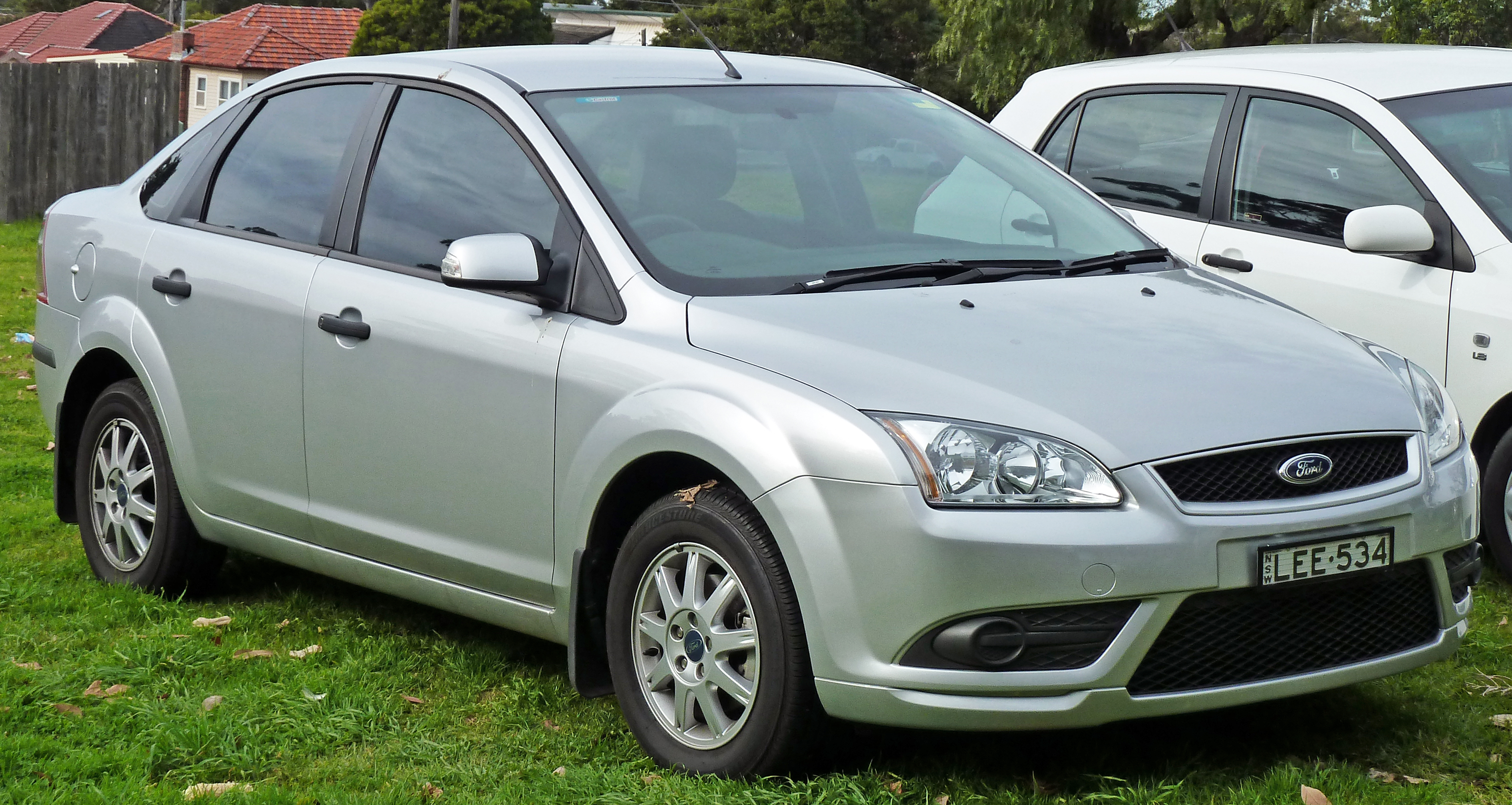
Ford Focus restyling (LT)

L'11 ottobre 2007, al Sydney International Motor Show, Ford presenta una versione leggermente rivista della Focus, definita come LT, destinata ad alcune zone mondiali. La revisione consiste nell'introduzione del paraurti della Focus CC per tutte le versioni, mentre gli specchietti vengono modificati inglobando gli indicatori laterali, più nuovi airbag interni, sistemi ABS e EDB e controllo di stabilità e trazione più pacchetto EBA. Inoltre, anche in Australia inizia a essere venduta la gamma diesel TDCi, permettendo alla Focus di essere la prima vettura venduta in Australia a essere dotata di una gamma di motori diesel.

### Restyling 2008 (LV)

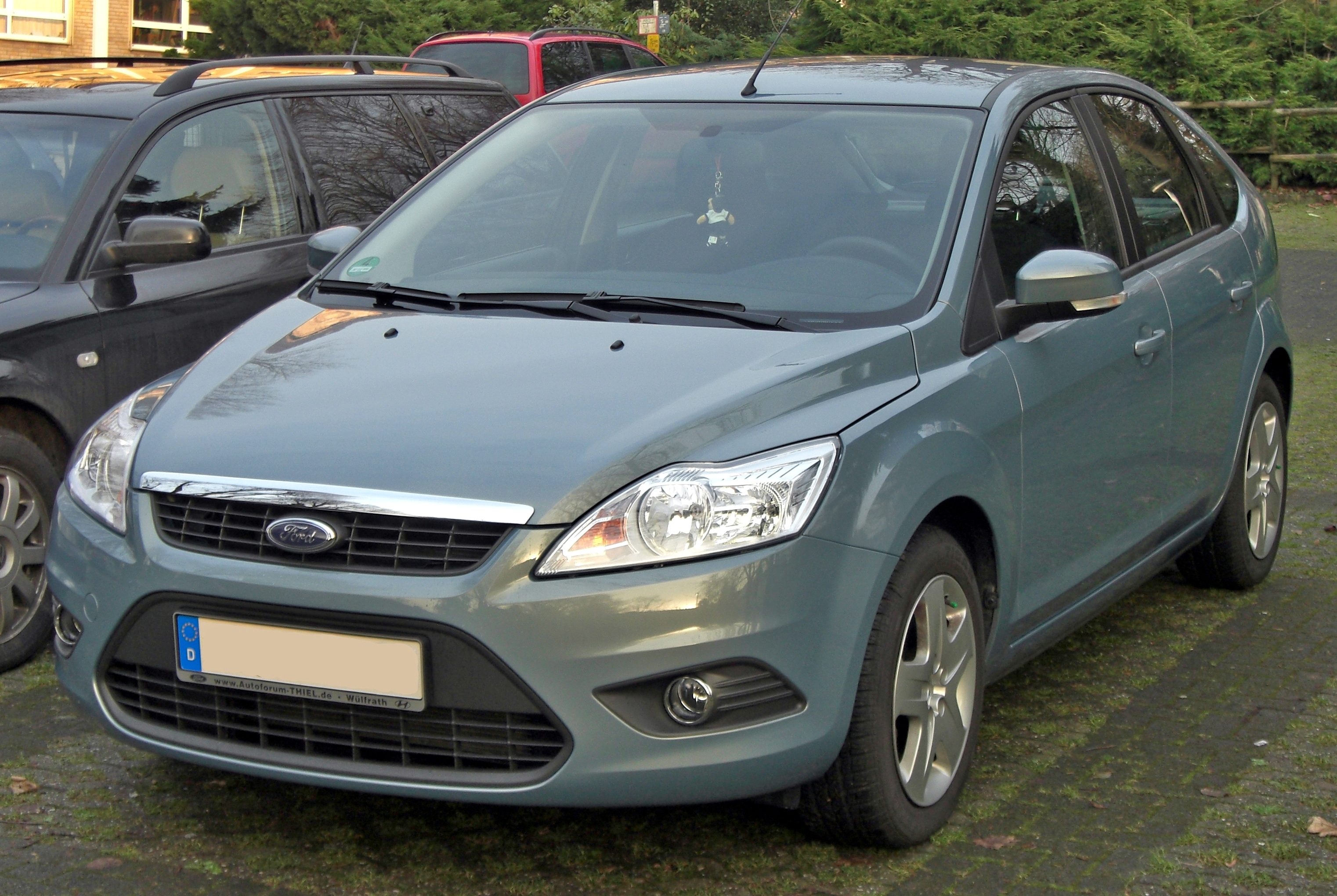
Focus restyling 2008

Nel 2008 fu effettuato un restyling definito LV, già presentato al Salone di Francoforte dell'anno prima (durato dal 13 al 23 settembre), che portò la Focus ad adottare il Kinetic Design visto sulle nuove Ford Mondeo, S-MAX e Galaxy. Esteticamente, ogni pannello esterno (eccezion fatta per il tetto) subì una modifica: le principali novità furono nel frontale con la grande presa d'aria inferiore di forma trapezoidale e la mascherina più sottile con un inedito fregio cromato, i gruppi ottici inferiori ridisegnati con nuovi fendinebbia, i nuovi fanali anteriori dalla forma accigliata, gli indicatori laterali sugli specchietti retrovisori esterni, i fari posteriori con una disposizione interna diversa dei riflettori, i passaruota maggiorati, il nuovo cofano motore più scolpito e elaborato, il lunotto con una nuova forma, il portellone posteriore sagomato e la rimozione di tutte le modanature laterali in plastica grezza. Negli interni venne fatto un maggior uso di plastiche soffici al tatto, la console strumenti e i controlli interni vennero revisionati e dotati di illuminazione arancione (mentre prima era verde) con tachimetro e contagiri incassati in una struttura a "binocolo". Il nuovo disegno della console centrale divenne simile a quello della C-MAX ristilizzata l'anno prima, mentre la cornice della console divenne disponibile anche in alluminio satinato. Inoltre venne proposto come optional un cambio a doppia frizione Powershift disponibile solo per motori diesel con cilindrata di 2.0 litri; vennero introdotti per la prima volta i fanali posteriori a LED, l'avviamento senza chiave attraverso il pulsante Ford Power e venne anche migliorata la sicurezza, con l'introduzione del controllo di stabilità ESP di serie su tutte le versioni. Questo restyling non era destinato inizialmente ai mercati di Sudafrica, Cina e Australia (dove era in vendita la versione LT), dove inizierà a essere commercializzato dal 2009.

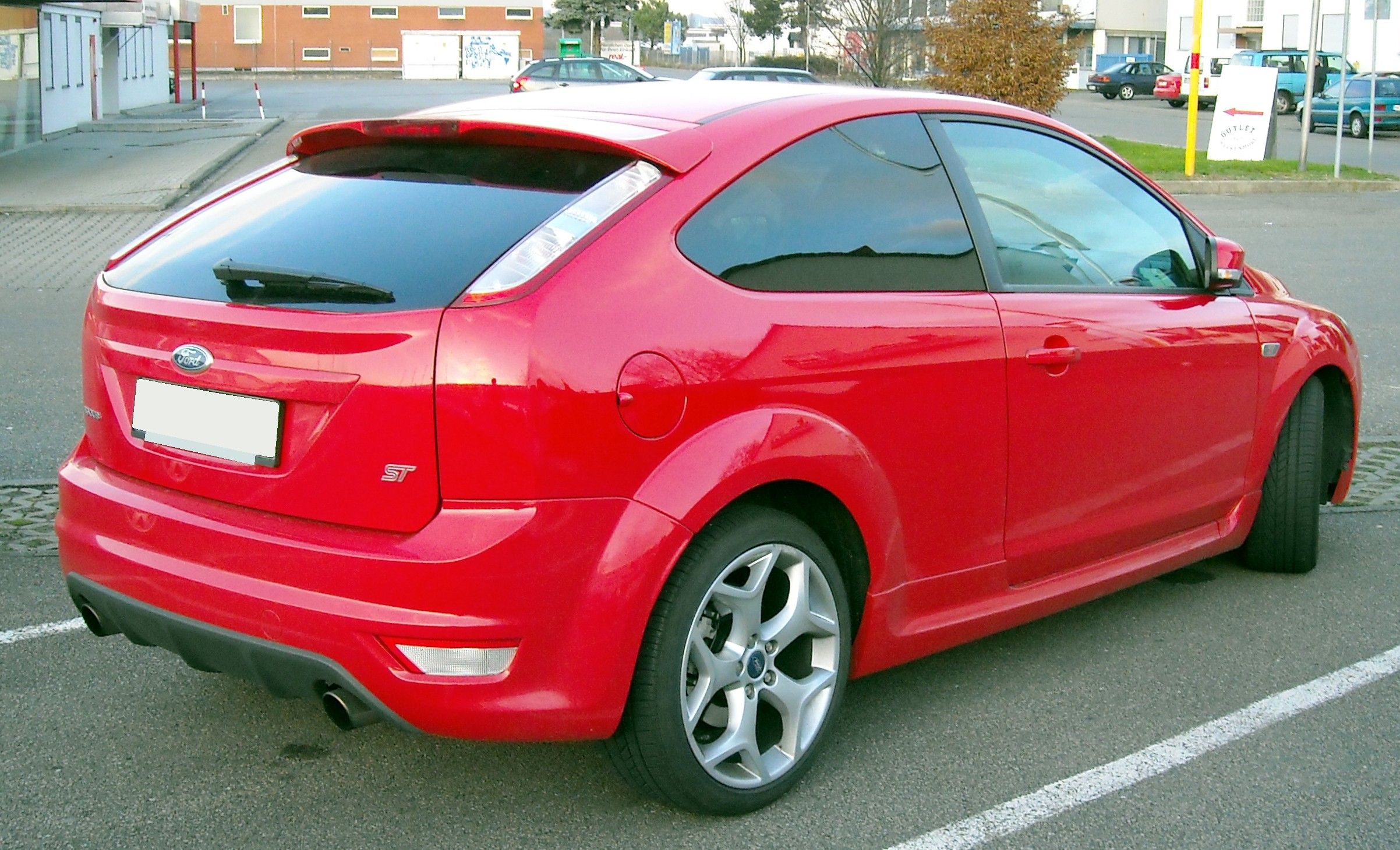
Vista posteriore di una Ford Focus ST Restyling 2008

Sempre al salone di Francoforte nel settembre 2007, come parte della gamma restyling la Ford presentò la Focus ECOnetic, che era un modello a basso impatto ambientale, simile a quanto fatto dalla Volkswagen con la gamma BlueMotion, utilizzando il motore 1.6 Duratorq TDCi da 109 CV con il filtro anti-particolato (DPF); caratteristiche peculiari di questa versione sono l'attenzione all'aerodinamica, con un nuovo kit carrozzeria specifico e pneumatici a bassa resistenza al rotolamento per ridurre i consumi a 4,3 l/100 km con emissioni di CO2 pari a 115 g/km. Inoltre, per i Paesi Bassi, dalla versione Wagon, fu creata la Focus X-Road, simile a un SUV, e prodotta in all'incirca 500 esemplari.
La Focus seconda serie, dopo la presentazione nel 2011 della terza generazione, continua a essere costruita e venduta in America latina e in alcuni mercati dell'Asia come Focus Classic fino al 2014, e sostituita da una vettura realizzata sul suo pianale, la Escort, riservata ai mercati orientali come Cina e Taiwan.

### Focus RS MkII

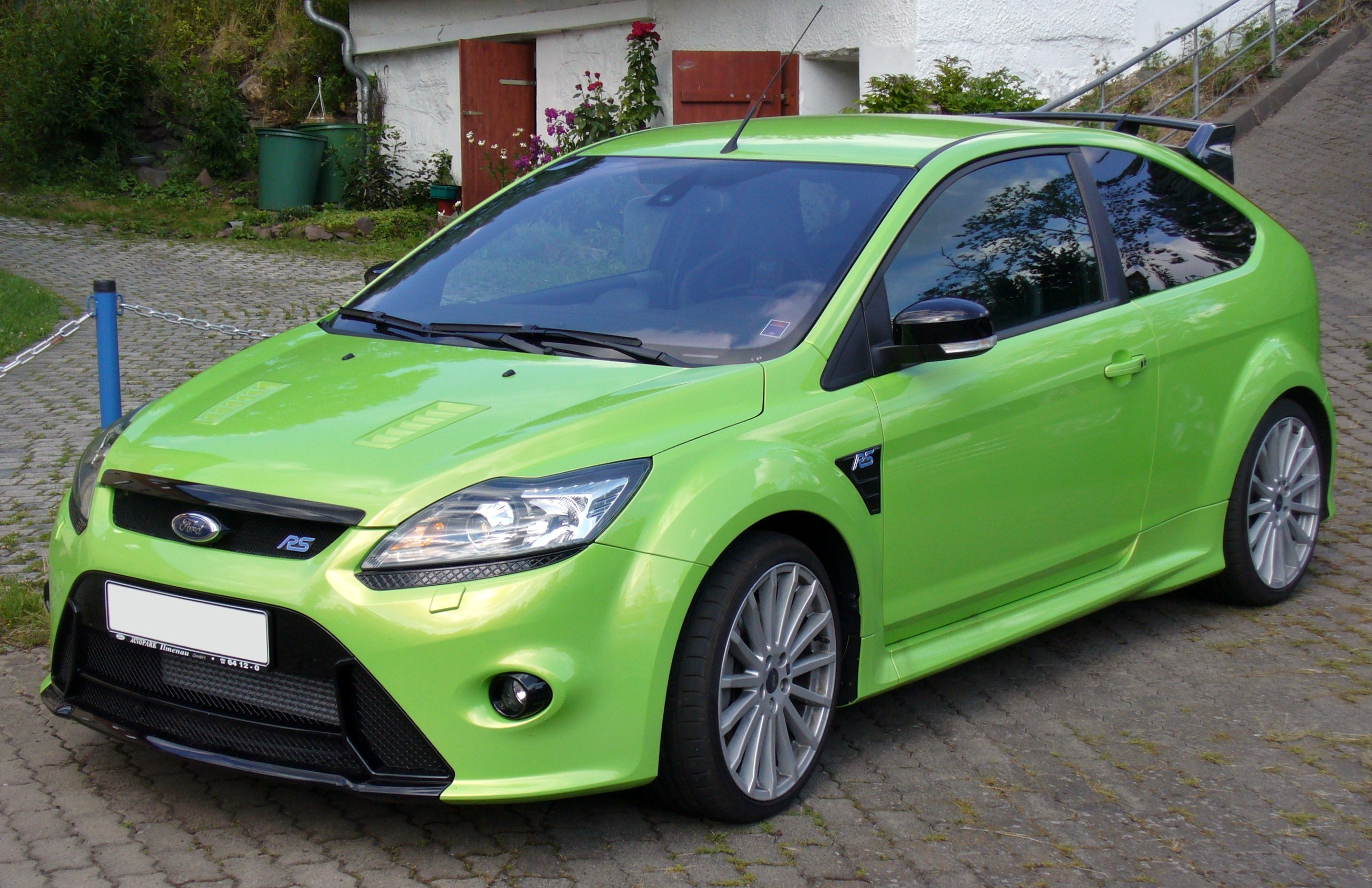
Focus RS MkII

Nel luglio 2008, durante il British International Motor Show svoltosi a Londra, venne presentata la nuova Focus RS. Nel 2009 iniziò la produzione. La vettura montava in comune lo stesso motore delle Volvo e della Focus ST, il Volvo T5 (sviluppato e prodotto da Volvo sulla piattaforma del modulare B5254T5), un benzina da 2.522 cm³, a cui furono cambiati i pistoni ora in alluminio-silicio, l'albero a camme, le bielle, le canne, il sistema di aspirazione e scarico che furono maggiorati, l'intercooler, l'albero a gomiti, i cilindri ora rivestiti in grafite forgiata, la fasatura variabile della potenza e il turbocompressore (un Borg Warner K16 che ora offre una spinta doppia di quello del motore da 225 CV della ST) maggiorato con una pressione di esercizio fino a 1,4 bar; il propulsore fu potenziato al punto tale da erogare 305 CV di potenza a 6500/min e 440 Nm di coppia tra i 2300-5500/min con un rapporto di compressione pari a 8.5:1.

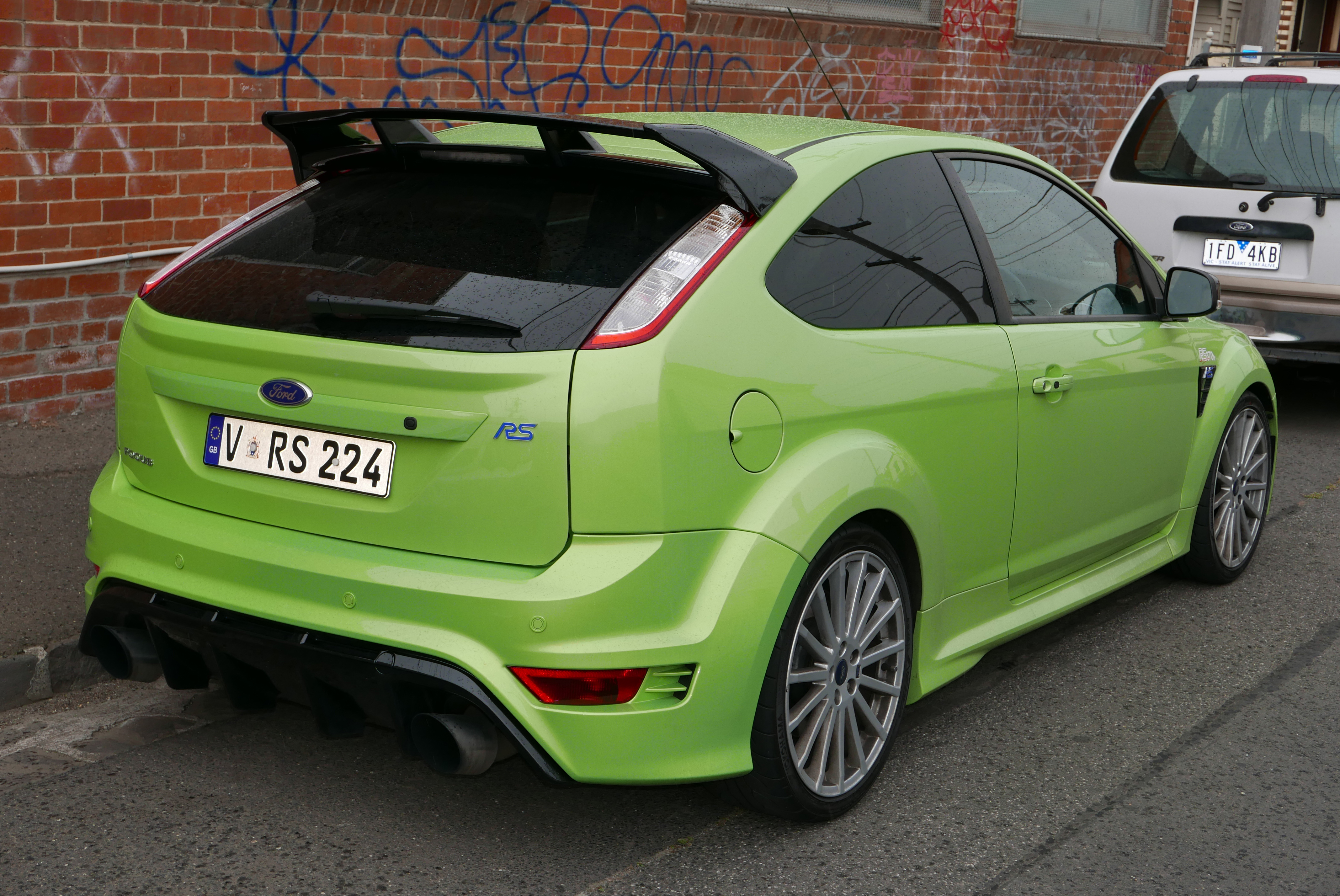
Posteriore di una Focus RS del 2010

Nonostante l'elevato numero di cavalli, la vettura utilizzava la trazione anteriore, ma per ridurre la perdita di controllo in accelerazione, la nuova RS utilizzò un particolare differenziale meccanico autobloccante a slittamento limitato chiamato "Quaife Automatic Torque Biasing LSD" dotato di sei ingranaggi planetari e una particolare sospensione MacPherson sulle ruote anteriori, chiamata RevoKnuckle. Quest'ultima permise di ridurre le interferenze agenti sull'assetto, principalmente riducendo il valore di offset dello sterzo. Al posteriori c'erano invece delle sospensioni multilink equipaggiate con barre antirollio, molle e ammortizzatori irrigiditi. L'impianto frenante è stato anch'esso migliorato dotandolo all'anteriore di due dischi autoventilati da 336 mm di diametro e di due posteriori da 302 mm; anche gli pneumatici sono stati adattati all'incremento di potenza, con dei Continental con un battistrada incrementato di 4 centimetri rispetto alla ST, dalla misura di 235/35/19. 

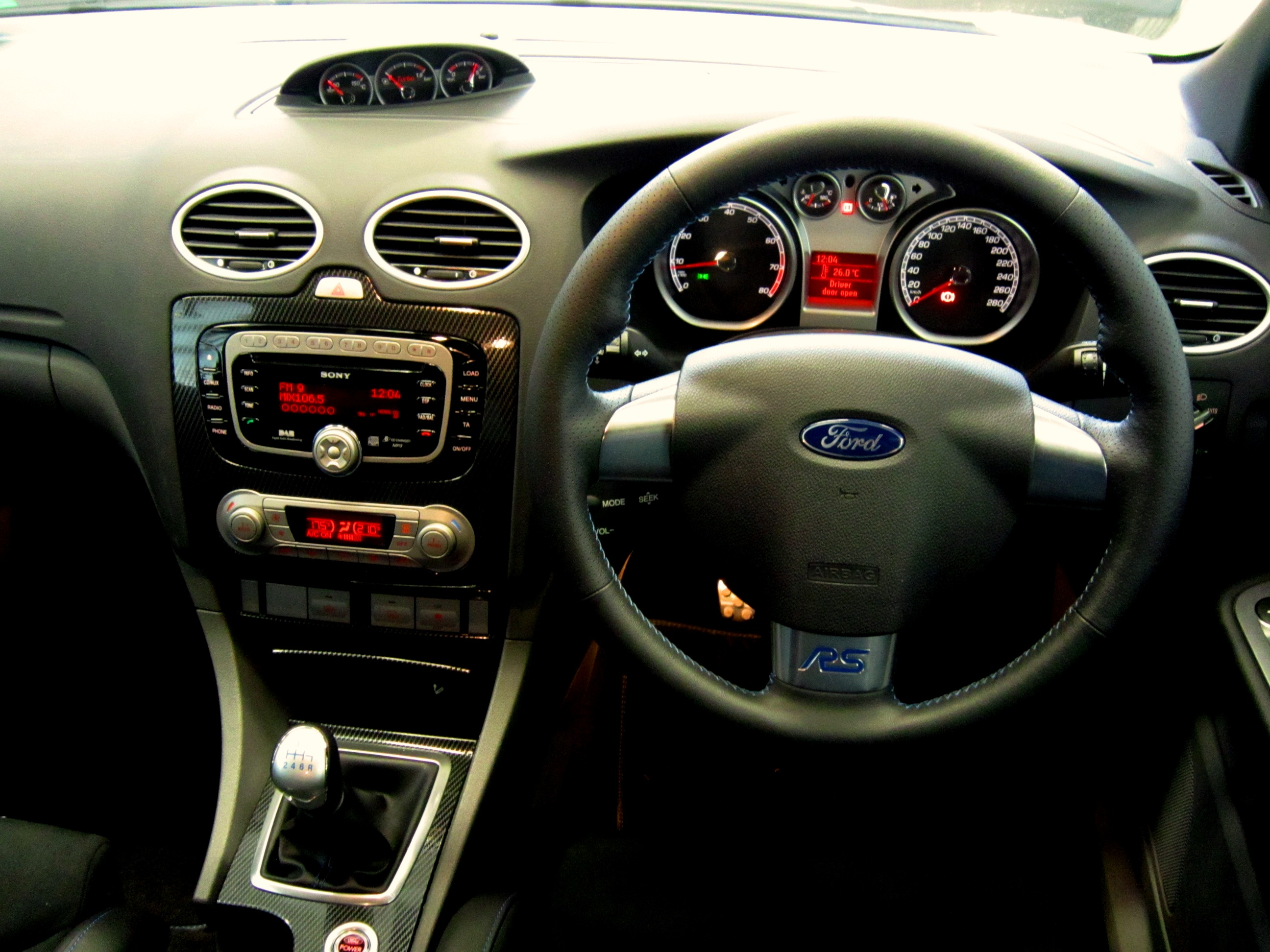
Interni di una Ford Focus RS MkII

Esteticamente la nuova RS venne basata sulla Focus II restyling, ma presentava in più una presa d'aria trapezoidale anteriore nera molto più grande, i parafanghi furono ampliati per ospitare insieme alle carreggiata più ampie i grandi cerchi da 19 pollici, i paraurti anteriori e posteriori furono ridisegnati, il cofano fu dotato di due feritoie per migliorare il raffreddamento del motore e al posteriore era presente un diffusore e una grande ala per aumentare il carico aerodinamico sull'asse posteriore. Internamente l'abitacolo, appositamente sviluppato, aveva due sedili Recaro da corsa per offrire un maggior sostegno laterale e un buon sostegno per la schiena; la Focus RS era dotata inoltre di tre strumenti aggiuntivi (per misurare la pressione del turbo, la temperatura e la pressione dell'olio), un tachimetro con fondo scala a 280 km/h, loghi RS su sedili e volante e finiture della console in carbonio.
La nuova RS fu testata da numerose riviste quali Evo, Fifth Gear e Top Gear ottenendo ottimi risultati soprattutto nell'handling, facendo sorprendere i numerosi detrattori iniziali non convinti della trazione anteriore. La velocità di punta si attestava sui 264 km/h e lo 0-100 km/h venivano eseguiti in 5,9 secondi. La vettura pesava 1467 kg ed era lunga 4402 mm, larga 2020 mm e alta 1484 mm. La trasmissione era manuale a sei rapporti, mentre il serbatoio conteneva 62 litri di benzina con consumi piuttosto bassi per la categoria, appena 9,4 litri ogni 100 km. Le emissioni di CO2 si attestavano sui 225 g/km. I colori disponibili erano solo tre: Ultimate Green, Performance Blue e Frozen White. Anche se inizialmente limitata a 8000 esemplari, la Ford ne aumentò la produzione a causa dell'inaspettato elevato numero di ordini per un totale di 11.000 veicoli.

### Focus RS500

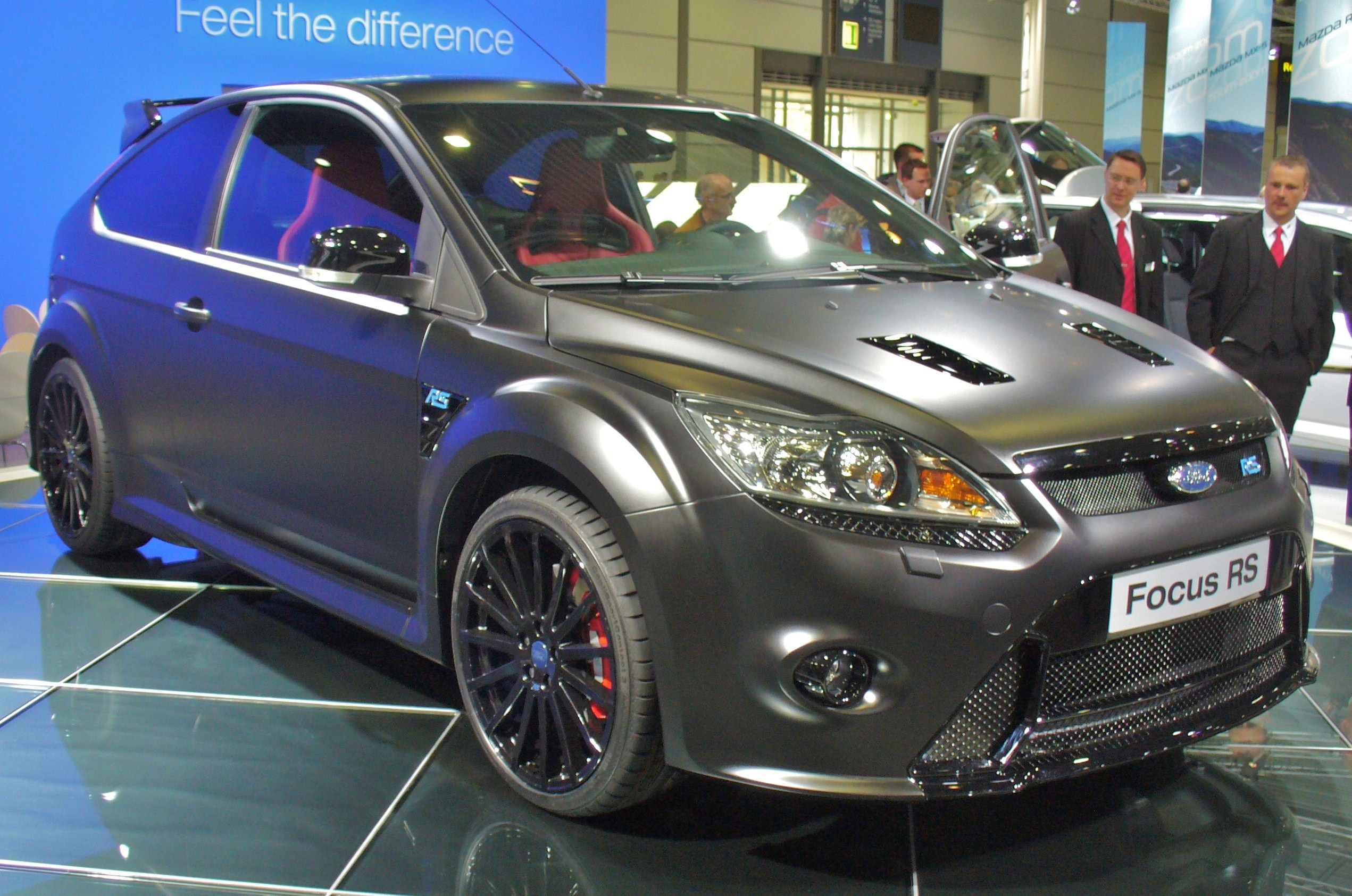
Ford Focus RS 500 del 2010

Il 9 aprile 2010 al salone di Lipsia venne presentata la Ford Focus RS500, una versione limitata a soli 500 esemplari (da cui il nome RS500) destinata a celebrare la fine della produzione della Focus seconda serie; ogni RS500 portava una placca di metallo sulla console centrale incisa a mano con un numero di identificazione unico tra 001-500, che stava a indicare numerazione degli esemplari. La RS500 montava lo stesso motore della RS standard, ma con prestazioni superiori, che gli permettevano di erogare 350 CV a 6000 giri/min e 460 Nm di coppia massima da 2.500 a 4.500 giri/min.
La maggiore potenza fu ottenuta tramite diverse migliorie tecniche tra cui: un intercooler e un tubo di scarico di dimensioni maggiorate che consentivano di avere un rapporto di compressione più elevato, un filtro dell'aria modificato, una nuova pompa del carburante e una nuova centralina elettronica con una calibrazione software aggiornata per ottimizzare le prestazioni del motore.
La Focus RS500 aveva la stessa velocità massima della RS ma raggiungeva i 100 km/h con partenza da fermo in 5,3 secondi. Si distingueva inoltre anche per la sua particolare colorazione nera opaca metallizzata chiamata "Black Panther", ottenuta tramite l'applicazione di una speciale pellicola al di sopra della carrozzeria. L'interno delle RS500 era caratterizzato da sedili Recaro avvolgenti che erano coperti con un mix di pelle Alcantara nera e dotati di uno schermo touch screen. Le carreggiate della Focus RS500 furono ampliate di ulteriori 40 mm con nuovi pneumatici sportivi. Le pinze dell'impianto frenante ad alte prestazioni furono dipinte di rosso. Il motore della RS500 è stato modificato dalla sezione Ford Team RS, in collaborazione con Revolve Technologies, la società di ingegneria automobilistica che sviluppa le Ford ad alte prestazioni attraverso il suo marchio Mountune Racing.

## Motorizzazioni
| Modello                   | Motore                       | Cilindrata cm³ | Potenza                | Coppia max | Consumo km/l | 0–100 (secondi) | Velocità max (km/h) |
| 1.6 Duratec Ti-VCT 114CV  | 4 cilindri in linea, Benzina | 1560           | 114 CV a 6000 giri/min | 155 Nm     | 15,2         | 12,8            | 190                 |
| 1.6 Duratec Ti-VCT 115 CV | 4 cilindri in linea, GPL     | 1560           | 115 CV a 6000 giri/min | 155 Nm     | -            | 10,8            | 190                 |
| 1.8 Duratec Ti-VCT 125 CV | 4 cilindri in linea, E85     | 1798           | 125 CV a 6000 giri/min | 165 Nm     | 14,3         | 10,3            | 198                 |
| 2.0 Duratec Ti-VCT 145 CV | 4 cilindri in linea, Benzina | 1999           | 145 CV a 6000 giri/min | 185 Nm     | 14,1         | 9,2             | 206                 |
| 2.5 ST Duratec 225 CV     | 5 cilindri in linea, Benzina | 2522           | 225 CV a 6000 giri/min | 320 Nm     | 10,7         | 6,8             | 241                 |
| 2.5 Turbo RS 305 CV       | 5 cilindri in linea, Benzina | 2522           | 305 CV a 6000 giri/min | 440 Nm     | 10,6         | 5,9             | 264                 |
| 2.5 Turbo RS500 350 CV    | 5 cilindri in linea, Benzina | 2522           | 350 CV a 6000 giri/min | 460 Nm     | -            | 5,6             | 264                 |
| 1.6 Duratorq TDCI 90CV    | 4 cilindri in linea, Diesel  | 1560           | 90 CV a 4000 giri/min  | 215 Nm     | 22,2         | 12,6            | 177                 |
| 1.6 Duratorq TDCI 110CV   | 4 cilindri in linea, Diesel  | 1560           | 110 CV a 4000 giri/min | 260 Nm     | 22,2         | 10,9            | 188                 |
| 1.8 Duratorq TDCI 115CV   | 4 cilindri in linea, Diesel  | 1753           | 115 CV a 3700 giri/min | 300 Nm     | -            | 10,8            | 190                 |
| 2.0 Duratorq TDCI 110CV   | 4 cilindri in linea, Diesel  | 1997           | 110 CV a 4000 giri/min | -          | -            | -               | 195                 |
| 2.0 Duratorq TDCI 136CV   | 4 cilindri in linea, Diesel  | 1997           | 136 CV a 4000 giri/min | 340 Nm     | 18,2         | 9,3             | 203                 |

## Attività sportiva

### Ford Focus RS WRC: 2006-2010

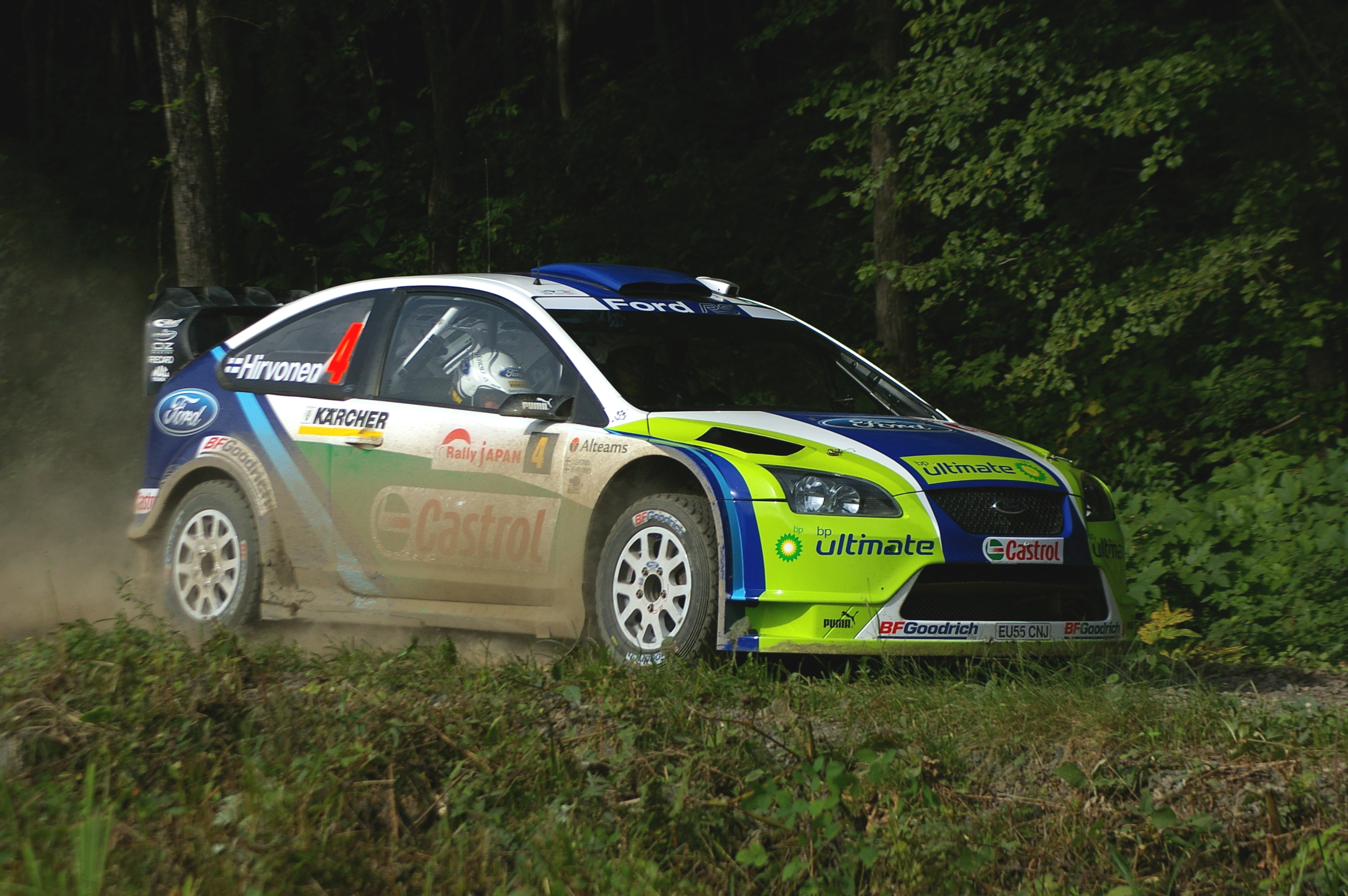
Focus RS WRC

Nell'ultimo rally del 2005, la Ford pubblicizzò il nuovo modello, ovvero la Focus RS WRC 06. Il motore equipaggiato fu un Duratec elaborato dallo specialista francese Pipo Moteur. La vettura vinse 7 rally nel corso della stagione 2006 con il pilota Marcus Grönholm, terminato secondo in classifica generale dietro al campione Sébastien Loeb, e andò a podio per 12 volte, risultati che le permisero di vincere il titolo costruttori per la seconda volta nella storia della casa americana.
La Focus RS WRC 07 era basata sul modello del 2006 con alcune modifiche riguardanti l'alleggerimento del corpo vettura e l'assetto, più stabile a elevate velocità. Debuttò egregiamente al Rally di Finlandia del 2007, in quanto entrambe le automobili guidate da Marcus Grönholm e Mikko Hirvonen ottennero una doppietta. La WRC 07 fu anche l'auto da rally guidata da Jari-Matti Latvala, il più giovane pilota della storia a vincere una gara del WRC.
Anche la Focus RS WRC 08 si basò sulla versione precedente del 2007 e incluse sia un cambiamento della livrea, sia un miglioramento del motore. Ad esempio il frontale venne dotato di una presa d'aria trapezoidale simile alla Focus RS Mk II. La Focus RS WRC vinse 4 volte nel 2008 totalizzando 36 vittorie nel WRC fin dalla sua prima apparizione nel 1999.
La WRC 09 ottenne piccoli cambiamenti estetici, in particolare le luci anteriori e il paraurti posteriore, che la resero molto simile alla Focus RS Mk II stradale.
A partire dal 2011, la necessità di ridurre i costi nel rally e l'introduzione dei nuovi regolamenti, portò la Ford a dover sostituire la Focus WRC con la Fiesta RS WRC.